# Andrew Thorndike (Generaldirektor)
Andrew Thorndike (* 30. August 1878 in Geisenheim; † 15. April 1950 in Stuttgart), auch Andrew Thorndike III, war ein deutscher Generaldirektor.

## Leben
Thorndike war der Sohn des Weingroßhändlers Andrew Thorndike II und dessen Frau Auguste geb. Frey. Nach einer kaufmännischen Lehre beim Exporthaus Hecht, Pfeiffer & Co in Berlin von 1898 bis 1901 absolvierte er von 1901 bis 1903 ein Studium an der Handelshochschule Leipzig, das er als Diplomkaufmann abschloss. Anschließend studierte er von 1903 bis 1905 an der Universität Leipzig und von 1905 bis 1907 an der Eberhard Karls Universität Tübingen. Dort promovierte er 1907 bei Fritz Fleiner zum Thema Zur Rechtsfähigkeit der Arbeiterberufsvereine.
Von 1908 bis 1913 arbeitete Thorndike bei der Metallgesellschaft in Frankfurt am Main, danach durch Vermittlung des Medienunternehmers Alfred Hugenberg von 1913 bis 1918 bei der Friedrich Krupp AG in Essen. Ab März 1914 leitete er dort das Statistische Büro, im Juli 1915 wurde er zusätzlich Leiter des Kruppschen Nachrichtenbüros.
1918 trat Thorndike auch offiziell in den Dienst Hugenberg, dessen Vertrauensmann er über Jahrzehnte war. Zunächst leitete er als Geschäftsführer bis 1920 Hugenbergs Ausland GmbH. Danach war er von 1920 bis 1932 Generaldirektor der Ala-Anzeigen-AG. Von 1932 bis 1944 war Thorndike Geschäftsführer der August Scherl GmbH. Er vertrat die Interessen Hugenbergs auch in mehreren Aufsichtsgremien, u. a. war er  Verwaltungsratsmitglied der Deutschen Lichtbild-Gesellschaft und Mitglied des Aufsichtsrates der UFA. Im Jahr 1944 trat er in den Ruhestand.
Andrew Thorndike III war mit Irmgard Moritz (1883–1936) verheiratet. Das Ehepaar hatte drei Töchter sowie einen Sohn, den späteren Regisseur Andrew Thorndike.